# Pseudagrion stuckenbergi
Pseudagrion stuckenbergi – gatunek ważki z rodziny łątkowatych (Coenagrionidae).